# ألان أيالا
ألان أيالا (بالإسبانية: Allan Ayala) هو منافس ألعاب قوى غواتيمالي، ولد في 7 يوليو 1986 في غواتيمالا في غواتيمالا.

## وصلات خارجية
- ألان أيالا على موقع الاتحاد الدولي لألعاب القوى (الإنجليزية)